# Samson Wiener
Pour les articles homonymes, voir Wiener.
Samson (Sam) Wiener, né le 18 août 1851 à Bruxelles et y décédé le 10 avril 1914 dans un accident de voiture, fut un avocat et homme politique belge libéral bruxellois francophone.
Il est le fils du graveur Jacques (Jakob) Wiener, auteur du premier timbre-poste belge, et d'Annette Wiener, née Newton (1816-1891), d'origine anglaise.
Etudes secondaires à l'Athénée royal de Bruxelles. Docteur en droit de l'Université libre de Bruxelles en 1873 . Avocat en 1873, il est et reste jusqu'à la mort du roi Léopold II en 1909, avocat de la Liste civile, et plaide pour un des barons Goffinet dans l'affaire délicate de la succession royale .
Il est le neveu du graveur Léopold Wiener, qui a travaillé avec son frère Jacob Wiener, et qui fut 20 ans bourgmestre de Watermael-Boitsfort.
Il est l'oncle de l'écrivain Franz Wiener dit Francis de Croisset, auteur dramatique, romancier et librettiste.
Il meurt le 10 avril 1914 dans un accident de circulation routière rue de la Loi à Bruxelles, près du Sénat de Belgique, où sa voiture automobile est téléscopée par un tram .

## Carrière politique
- 1884-1890 : conseiller provincial de la province de Brabant (vice-président le 6 octobre 1896) ;
- 1900-1912 : sénateur de l'arrondissement de Bruxelles

Il fut créé chevalier de l'ordre de Léopold, et chevalier de l'ordre de la Couronne; commandeur de la Couronne d'Italie et de l'ordre ottoman du Médjidié et chevalier de l'ordre des Saints-Maurice-et-Lazare, parmi d'autres.

## Sources
1. ↑  « Esprit Libre - article », sur www2.ulb.ac.be (consulté le 13 octobre 2023)
2. ↑  « WIENER (Samson) | ARSOM », sur www.kaowarsom.be (consulté le 16 octobre 2023)
3. ↑  ARSOM, Académie royale des sciences d'outre-mer (J.M. Jadot), « Samson Wiener » [PDF], sur ARSOM, Académie royale des sciences d'outre-mer, 15 mai 1954 (consulté le 13 octobre 23)
4. ↑  S. (avocat près la cour d'appel de Bruxelles) Auteur du texte Wiener, L'exception de jeu et les opérations de bourse / par S. Wiener,..., 1883 (lire en ligne)

- Samson dans Biographie Coloniale belge